# Élections constituantes chiliennes de 2021
Les élections constituantes chiliennes de 2021 se déroulent les 15 et 16 mai 2021 afin d'élire une Assemblée constituante chargée de rédiger une nouvelle Constitution.
Marqué par une abstention de 59 % des inscrits, le scrutin donne lieu à une percée surprise des listes de candidats indépendants, au détriment des partis traditionnels, tandis que les listes de gauche parviennent à réunir davantage de sièges que la droite et l’extrême droite, malgré l'union de ces dernières en liste commune. La droite obtient ainsi son résultat le plus faible depuis le rétablissement de la démocratie et échoue à atteindre le seuil du tiers des membres de la constituante, qui lui aurait permis de mettre un veto aux réformes du système économique néolibéral en vigueur dans le pays.
Les résultats favorisent ainsi les partisans d'une réforme en profondeur de la Constitution chilienne en matière de droits sociaux et de lutte contre les inégalités économiques.

## Contexte

### Politique
Rédigée sous la dictature militaire d'Augusto Pinochet, la Constitution chilienne fait l'objet de critiques dès son entrée en vigueur en raison de ses origines ainsi que de son contenu néolibéral fortement inégalitaire,. La Constitution de 1980 établit en effet un modèle économique fondé sur la privatisation d'une large part des biens publics, y compris l'éducation, la santé, les retraites et l'accès à l'eau,. Le texte est cependant amendé à plusieurs reprises, notamment pour mettre fin à l’existence de sénateurs à vie,. La Constitution se voit également reprocher d'avoir permis à une minorité de droite de conserver un pouvoir de blocage à l'encontre de toute tentative de modification du modèle social et économique, en la favorisant lors des élections, tout en imposant des conditions de révision très strictes,.

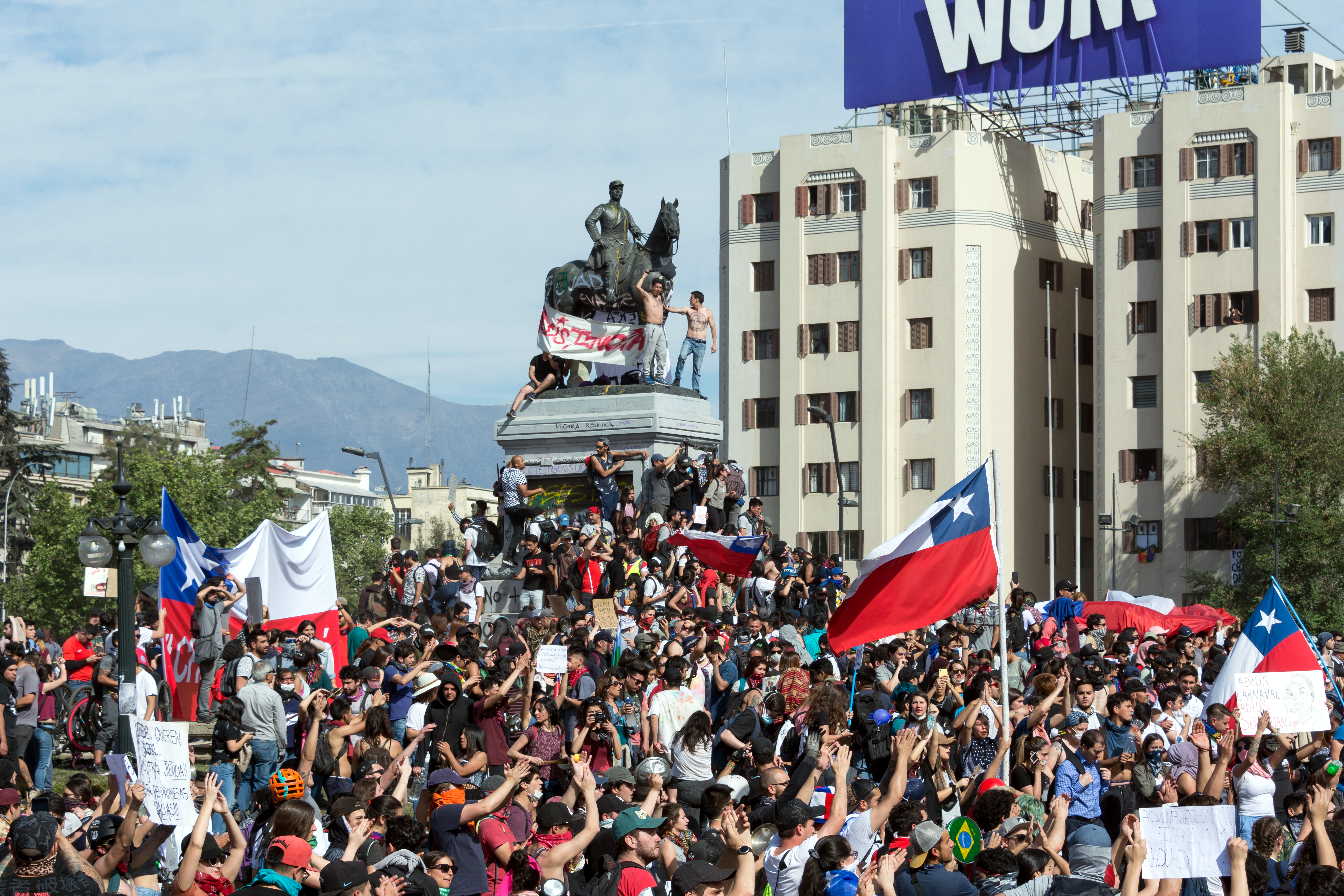
Manifestants chiliens en octobre 2019.

Le mécontentement de la population face aux importantes inégalités sociales est directement à l'origine des manifestations de grande ampleur qui ont lieu à partir du 7 octobre 2019. Devant l'ampleur du mouvement de contestation populaire, les dirigeants de la majorité des partis chiliens signent l'« Accord pour la paix sociale et la nouvelle Constitution » le 15 novembre suivant. Celui-ci prévoit l'amendement de plusieurs articles du chapitre XV de la Constitution, permettant la rédaction d'un nouveau texte fondamental via la convocation d'une assemblée constituante, une procédure que la Constitution de 1980 ne permettait pas auparavant. Un référendum organisé le 25 octobre 2020, voit près de 79 % des votants approuver la rédaction d'un nouveau texte constitutionnel pour remplacer celui adopté en 1980. Une part similaire des votants choisit de confier cette rédaction à une assemblée constituante intégralement élue, rejetant la proposition d'une assemblée mixte composée pour moitié de parlementaires.
Les élections constituantes se tiennent dans un contexte de très forte défiance de la population envers ses dirigeants. En avril 2021, le taux d'approbation du président Sebastián Piñera n’est ainsi que d’environ 10 % et seuls 2 % des Chiliens déclarent avoir confiance en les partis politiques. Faute d'avoir réussi à capitaliser sur le mouvement social à l'origine du processus constitutionnel, les partis d'opposition sont tout autant concernés par cette profonde défiance des Chiliens envers leur classe politique. La campagne est ainsi marquée par la présence d'un grand nombre de candidats non issus des partis traditionnels.

### Représentativité

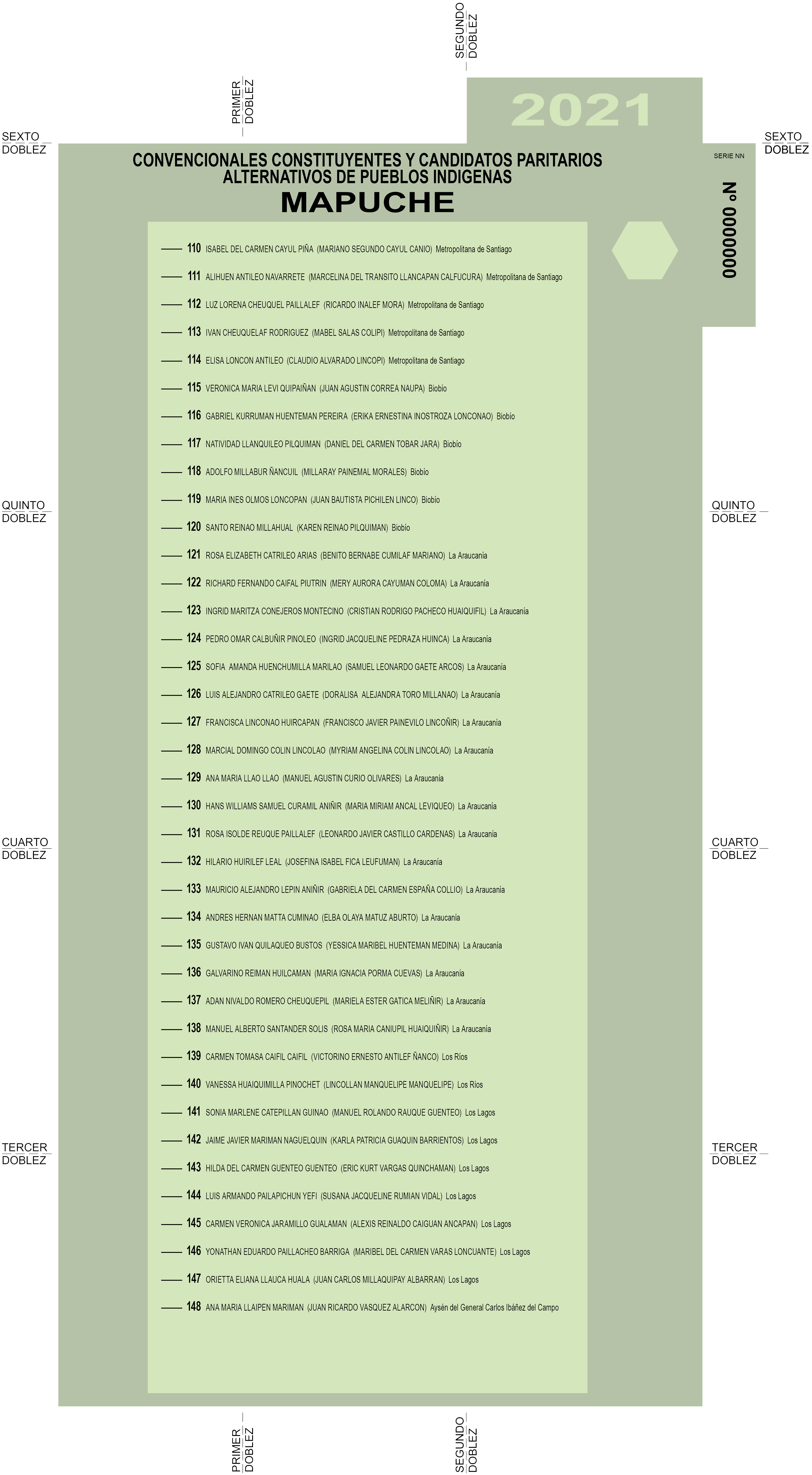
Bulletin de vote des sièges reservés aux Mapuches

La question de la représentation des indigènes et des femmes est rapidement posée. Le 19 novembre 2020, le Sénat rejette la proposition de la Chambre des députés d'accorder 24 sièges aux indigènes, en plus des 155 sièges de l'Assemblée constituante. Le texte passe alors en commission mixte. Le 17 décembre, pour éviter que les indigènes (notamment les Mapuches) ne soient pas représentés en cas d'absence d'accord entre les deux chambres, la commission mixte opte pour un chiffre de compromis de 17 sièges, le gouvernement en réclamant 15 et l'opposition 24. Surtout, le total des sièges est inclus dans les 155 membres de l'Assemblée. Les personnes concernées considèrent le nombre insuffisant, tandis que les Afro-descendants n'obtiennent pas de sièges. Deux jours plus tard, le 19 décembre, la Chambre des députés vote la parité homme/femme, ce qui est confirmé par un vote du Sénat le 4 mars 2021,,.
Ces changements amènent des candidats à mener pour la première fois campagne en langue autochtone, tandis qu'une part record de femmes candidates participe au scrutin.

### Pandémie de Covid-19
Initialement prévues les 10 et 11 avril 2021, les élections sont reportées à la suite d'une forte hausse des cas de Covid-19 — malgré un taux record de 44 % de vaccinés —, qui conduit le gouvernement à décréter un nouveau confinement. Face à la dégradation de la situation sanitaire, le président Piñera propose le 28 mars un report du scrutin au 15 et 16 mai, ce que le congrès approuve le 5 avril,,.

## Objectifs
L'assemblée élue, dotée du pouvoir constituant originaire, doit procéder à la rédaction d'une Constitution entièrement nouvelle, et non d'un simple amendement de celle alors en vigueur. Étant uniquement chargée de rédiger cette Constitution, elle ne dispose pas de pouvoir sur le gouvernement ou les autorités chiliennes. La rédaction du texte constitutionnel a pour seules contraintes le maintien du caractère républicain du pays, de sa nature démocratique et de l’État de droit, ainsi que des engagements pris par les traités internationaux ratifiés par le Chili. 
Les membres de l'assemblée disposent pour mener leurs travaux à bien d'une durée de neuf mois, prolongeable une seule fois de trois mois par un vote à la majorité absolue. La constituante doit se doter lors de sa première réunion d'un président et d'un vice-président élus en son sein à la majorité absolue, avant de choisir un secrétariat et d'établir son règlement intérieur. Le but recherché étant d'écrire un texte de consensus, la nouvelle Constitution devra être votée à la majorité qualifiée des deux tiers des membres. 
Une fois ses travaux terminés, l'assemblée doit remettre sa proposition de Constitution au président de la République, qui procédera à la convocation d'un référendum constitutionnel pour le premier dimanche venant soixante jours après l'annonce de la convocation. Le projet de Constitution soumis à référendum devra être approuvé à la majorité absolue au cours d'un vote obligatoire sous peine d'amende.

## Système électoral

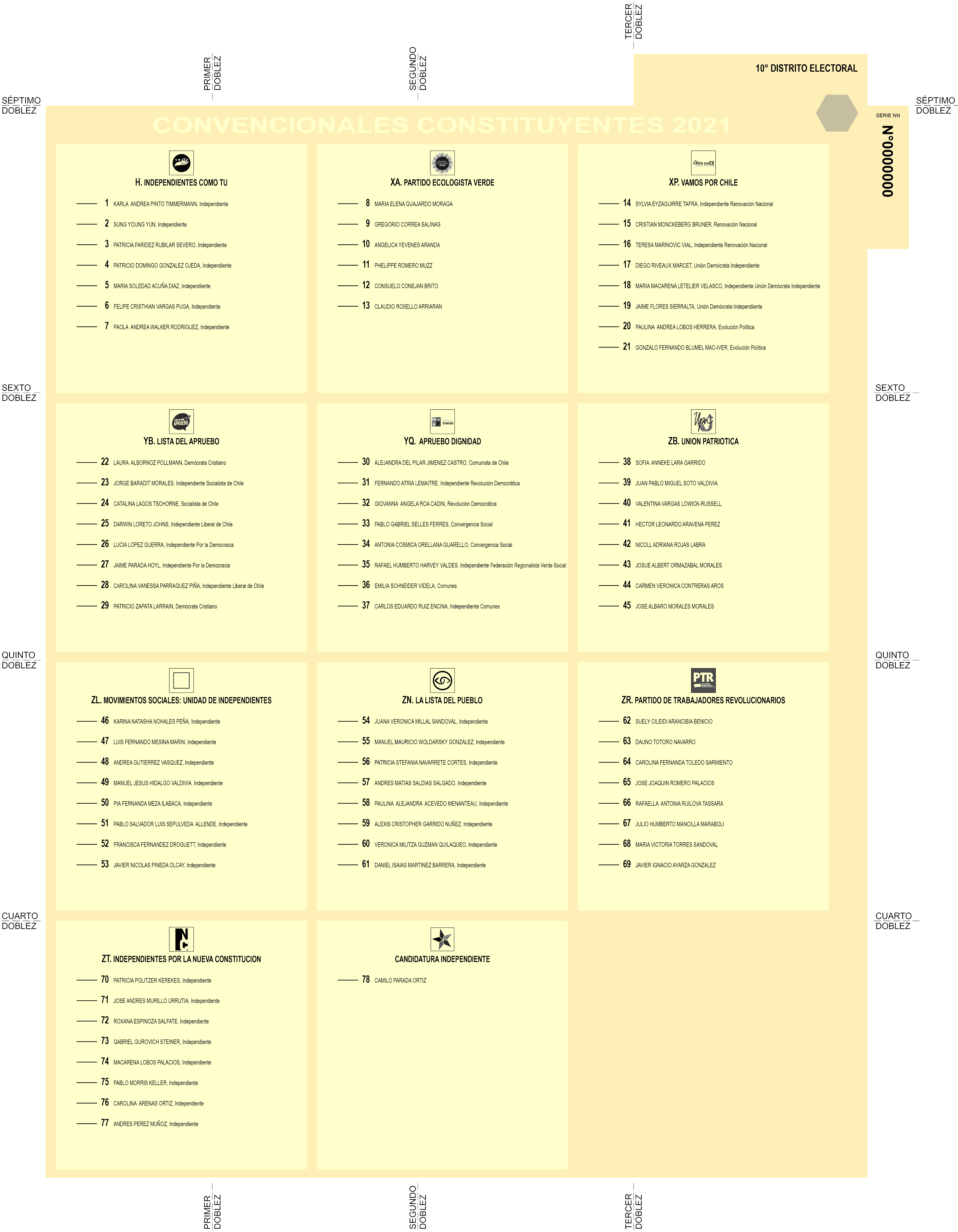
Exemple de bulletin de vote hors indigènes, ici celui du District 10

L'Assemblée constituante est composée de 155 membres dont 138 élus au scrutin proportionnel plurinominal dans 28 circonscriptions électorales de trois à huit sièges en fonctions de leur population. Les 17 sièges restants sont reservés aux peuples indigènes, à raison de sept sièges pour les Mapuches, deux pour les Aymaras et un chacun pour les Diaguitas, Quechuas, Atacamas, Kollas, Changos, Rapanuis, Kawésqars et Yagans. Dans ces huit dernières circonscriptions, le vote prend de fait la forme d'un scrutin uninominal majoritaire à un tour. 
Les listes sont ouvertes, avec la possibilité pour les électeurs d'effectuer un vote préférentiel pour l'un des candidats de la liste pour laquelle ils votent, afin de faire monter sa place dans celle-ci. Hormis les circonscriptions uninominales, la répartition des sièges se fait selon le même système que pour les élections à la Chambre des députés : à la proportionnelle, selon la méthode d'Hondt, sans seuil électoral. Les sièges remportés par les formations politiques dans chaque circonscription sont ensuite attribués en priorité à leurs candidats ayant recueilli le plus de votes préférentiels en leur nom.
Le système est paritaire, les listes présentées par les partis alternant les candidats masculins et féminins, avec toujours une tête de liste de sexe féminin. Afin d'éviter que la pratique du vote préférentiel n'aboutisse à une surreprésentation de l'un ou l'autre sexe, la loi électorale prévoit de rééquilibrer l'attribution des sièges en fonction des votes préférentiels par sexe. Si dans une circonscription donnée le total d'élus d'un même sexe est supérieur de plus d'un élu au total de ceux de l'autre sexe, le siège attribué au candidat du sexe surreprésenté élu avec le moins de votes préférentiels est attribué au candidat non-élu du sexe sous représenté ayant réuni le plus de votes préférentiels. L'échange est si besoin réitéré tant que la différence d'élus entre les deux sexes n'est pas inférieure à deux dans la circonscription. Ce rééquilibrage est effectué après l'attribution du nombre de sièges par formation politique : les échanges se font ainsi entre candidats du même parti ou d'une même liste d'indépendants, de telle sorte que le total par formation ne soit pas affecté.

## Forces en présence
| Coalitions | Coalitions                                                 | Partis | Positionnement                                                       | Sièges au Congrès | Sièges au Congrès |
| Coalitions | Coalitions                                                 | Partis | Positionnement                                                       | Députés           | Sénateurs         |
| ---------- | ---------------------------------------------------------- | --- | -------------------------------------------------------------------- | ----------------- | ----------------- |
|            | En avant pour le Chili Vamos por Chile (VxCh)              | Rénovation nationale Union démocrate indépendante Evópoli Parti régionaliste démocrate indépendant Parti républicain                                          | Centre droit à droite National-conservatisme, libéral-conservatisme  | 72                | 19                |
|            | Liste d'approbation Lista del Apruebo (LdA)                | Parti socialiste Parti pour la démocratie Parti radical social-démocrate du Chili Parti démocrate-chrétien du Chili Parti progressiste Citoyens Parti libéral | Centre à centre gauche Social-démocratie, social-libéralisme         | 54                | 22                |
|            | Approbation dignité Apruebo Dignidad (AD)                  | Révolution démocratique Convergence sociale Communes Parti communiste du Chili Fédération régionaliste verte sociale                                          | Gauche à gauche radicale Démocratie directe, socialisme démocratique | 26                | 1                 |
|            | La Liste du peuple La Lista del Pueblo (LLdP)              | Coalition de différentes listes de candidats indépendants | Gauche à extrême gauche Antisystème                                  | Nouvelle liste    | Nouvelle liste    |
|            | Indépendants non-neutres Independientes No Neutrales (INN) | Coalition de différentes listes de candidats indépendants | Centre Attrape-tout                                                  | Nouvelle liste    | Nouvelle liste    |

## Résultats
|                          |                                         |            |       |        |  |  |
| Parti                    | Parti                                   | Voix       | %     | Sièges |  |  |
|                          | En avant pour le Chili                  | 1 174 502  | 20,56 | 37     |  |  |
|                          | Approbation dignité                     | 1 070 361  | 18,74 | 28     |  |  |
|                          | La liste du peuple                      | 927 603    | 16,24 | 26     |  |  |
|                          | Liste d'approbation                     | 825 397    | 14,45 | 25     |  |  |
|                          | Indépendants non-neutres                | 473 194    | 8,29  | 11     |  |  |
|                          | Mouvements sociaux constituants         | 243 986    | 4,27  | 3      |  |  |
|                          | Parti écologiste vert                   | 194 783    | 3,41  | 0      |  |  |
|                          | Parti des travailleurs révolutionnaires | 52 421     | 0,92  | 0      |  |  |
|                          | Union patriotique                       | 42 135     | 0,74  | 0      |  |  |
|                          | Citoyens chrétiens                      | 37 479     | 0,66  | 0      |  |  |
|                          | Parti humaniste                         | 29 084     | 0,51  | 0      |  |  |
|                          | Autres listes indépendantes             | 408 289    | 7,15  | 7      |  |  |
|                          | Candidats indépendants                  | 232 020    | 4,06  | 1      |  |  |
|                          | Sièges réservés aux indigènes           |            |       |        |  |  |
| Mapuches                 | 217 884                                 | 3,65       | 7     |        |  |  |
| Aymaras                  | 19 241                                  | 0,32       | 2     |        |  |  |
| Diaguitas                | 11 239                                  | 0,19       | 1     |        |  |  |
| Atacamas                 | 6 772                                   | 0,11       | 1     |        |  |  |
| Kollas                   | 2 138                                   | 0,04       | 1     |        |  |  |
| Quechuas                 | 2 076                                   | 0,03       | 1     |        |  |  |
| Rapanuis                 | 1 871                                   | 0,03       | 1     |        |  |  |
| Changos                  | 910                                     | 0,02       | 1     |        |  |  |
| Kawésqars                | 249                                     | 0,00       | 1     |        |  |  |
| Yagans                   | 61                                      | 0,00       | 1     |        |  |  |
|                          |                                         |            |       |        |  |  |
| Votes valides            | Votes valides                           | 5 973 695  | 92,30 |        |  |  |
| Votes blancs             | Votes blancs                            | 193 072    | 2,98  |        |  |  |
| Votes nuls               | Votes nuls                              | 305 399    | 4,72  |        |  |  |
| Total                    | Total                                   | 6 472 166  | 100   | 155    |  |  |
| Abstentions              | Abstentions                             | 8 428 024  | 56,57 |        |  |  |
| Inscrits / participation | Inscrits / participation                | 14 900 190 | 43,43 |        |  |  |

## Analyse

Sièges obtenus par circonscription.

L’abstention, traditionnellement élevée au Chili, approche les 60 % du corps électoral (contre 54 % lors des élections parlementaires de 2017) et est particulièrement marquée dans les communes populaires. Une partie des mouvements sociaux issus du mouvement de mobilisation de 2019 avait appelé à boycotter le « cirque électoral » pour continuer à lutter dans la rue.
Les élections voient la percée des mouvements indépendants issus de la contestation envers le système politique et économique, au détriment des partis traditionnels, ainsi que l'avancée des formations de gauche sur celles de droite, malgré l'unité de ces dernières en une liste unique. Les résultats augurent ainsi une refonte en profondeur de la Constitution,.
Bien qu'arrivée en tête, la coalition En avant pour le Chili, réunissant la droite et l’extrême droite, ne parvient pas à obtenir son objectif d'un tiers des sièges. Opposée aux réformes du système en place, qui a permis selon elle la croissance économique du pays, la droite espérait en effet bénéficier à l'assemblée constituante d'un tel poids, qui lui aurait permis d'exercer un droit de veto sur les réformes en raison de l'obligation du vote de la nouvelle Constitution à la majorité des deux tiers. En net recul par rapport aux élections parlementaires de 2017 — organisées selon le même système électoral à l'exception des sièges réservés aux indigènes —, la liste unique de la droite et de l’extrême droite n'obtient ainsi que 20 % des voix et 37 sièges, un résultat en deçà de ceux attendus. 
Le scrutin donne également lieu à une évolution des rapports de force au sein de l’opposition de gauche. Avec 18 % des voix et 28 élus, la coalition de gauche radicale « Approbation dignité », regroupant notamment le Parti communiste du Chili et le Front large, dépasse la coalition sociale-libérale « Liste d'approbation », rassemblant les partis issus de l’ancienne Concertation des partis pour la démocratie, qui n’obtient que 15 % des voix et 25 sièges. Les deux listes de gauche, bien que désunies, parviennent à réunir près d'un tiers des suffrages et 53 sièges, ce qui devraient leur permettre de mettre en avant leurs projets d'inscription comme droits fondamentaux l'accès à l'éducation, la santé ou le logement.
Surtout, les indépendants font une percée surprise. « La liste du peuple » et les « Indépendants non-neutres », seules listes composées d'indépendants à avoir mis en lice des candidats dans toutes les régions du pays, arrivent respectivement en troisième et cinquième position en termes de suffrages, la première dépassant même la « Liste d'approbation » des partis de la gauche historique. Les indépendants totalisent ainsi 48 sièges, soit près de 31 % du total de la constituante, bien davantage que la droite et presque autant que l’ensemble des partis de gauche. Ces indépendants sont pour la plupart directement issus du mouvement de contestation, et ont fait campagne pour les réformes les plus profondes du système économique chilien. Leur percée est directement perçue comme une défiance de l'électorat à l'encontre des partis traditionnels, déconsidérés par la population.
Enfin, le système amène à la parité hommes-femmes attendue. Sur les 155 membres de la constituante, 77 sont des femmes et 78 des hommes. Avec respectivement 699 candidates et 674 candidats en lice, la clause de parité du système électoral conduit à l'attribution de cinq sièges à des candidates ayant obtenu des résultats plus faibles que leurs équivalents masculins dans leur circonscription, et à l'attribution de sept sièges à des candidats dans la situation inverse dans d'autres. Déjà critique de ce qu'elle percevait comme une limite de 50 % de femmes, la porte-parole du mouvement 8 millions de femmes, Alondra Carrillo Vidal, affirme que « ces résultats montrent que ce qui était présenté comme un minimum démocratique n'était en fait qu'un moyen de maintenir la présence des hommes dans les espaces de représentation ». L'académicienne Julieta Suarez-Cao indique : « Ces résultats montrent que le Chili n'est pas un pays de machos. Si vous trouvez de bonnes candidates compétitives — et il y en a beaucoup —, les gens voteront pour elles. »

## Suites
L'assemblée tient sa session inaugurale le 4 juillet. L'organe constituant dispose de neuf mois, prolongeable au maximum de trois mois, pour rédiger une nouvelle Constitution et en voter le texte à la majorité qualifiée des deux tiers de ses membres, avant sa mise à référendum,. Après avoir prolongé son mandat à la date maximale autorisée, l'assemblée constituante remet le 4 juillet 2022 son projet de nouvelle constitution au président Gabriel Boric, entretemps élu en décembre 2021. Le même jour, Boric signe le décret de convocation du référendum constitutionnel pour le 4 septembre 2022. Afin de répondre à la baisse de la participation observée lors des élections constituantes, le vote est rendu obligatoire, une première au Chili.